# 立川飛行場
座標: 北緯35度42分43.45秒 東経139度24分11.67秒 / 北緯35.7120694度 東経139.4032417度

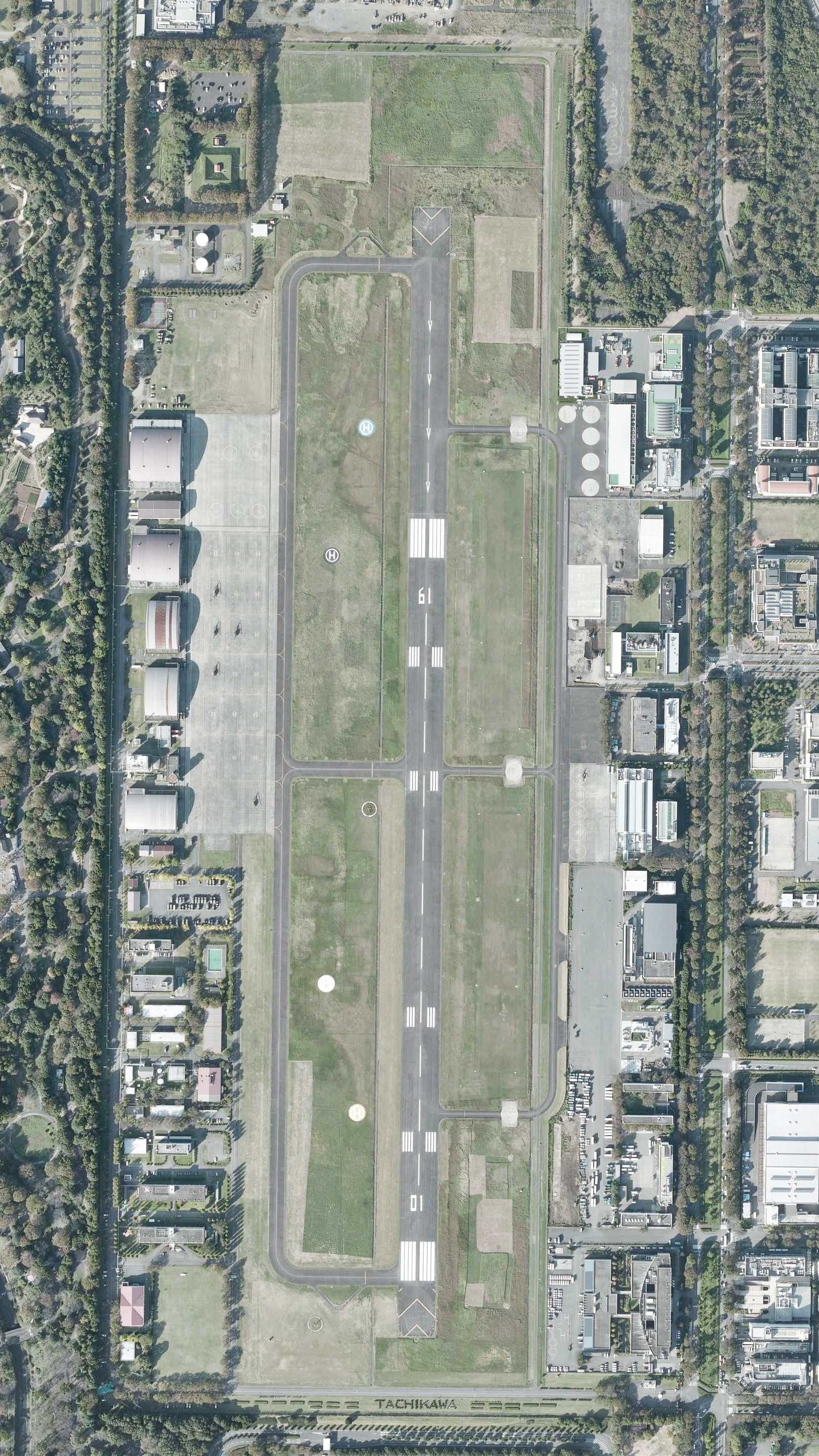
立川飛行場の空中写真（2019年）

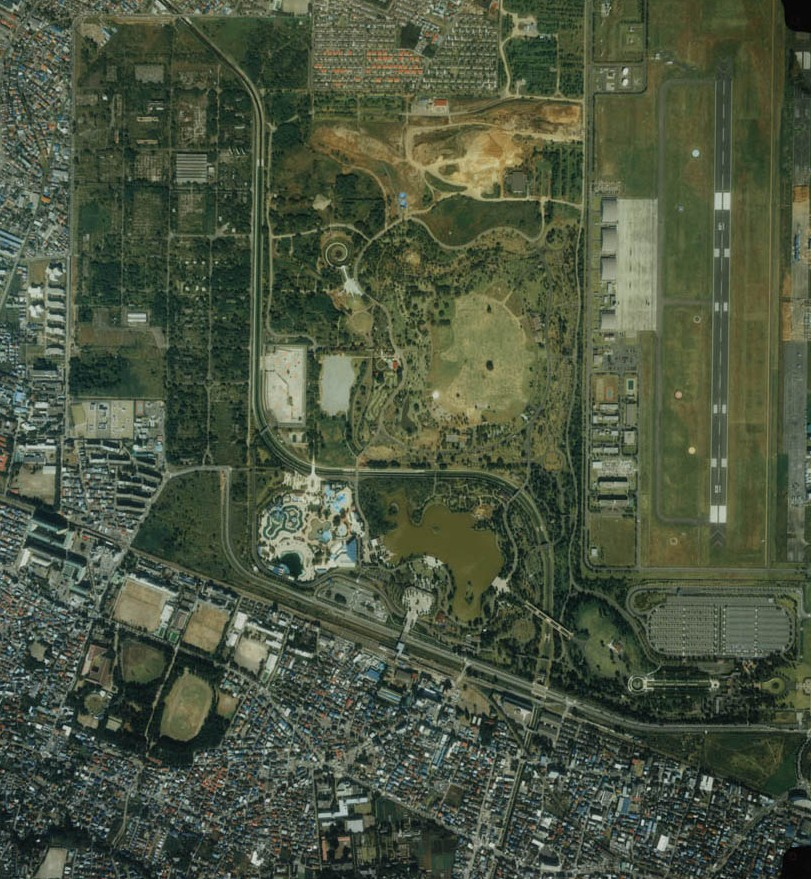
返還後の立川飛行場の空中写真（1989年）

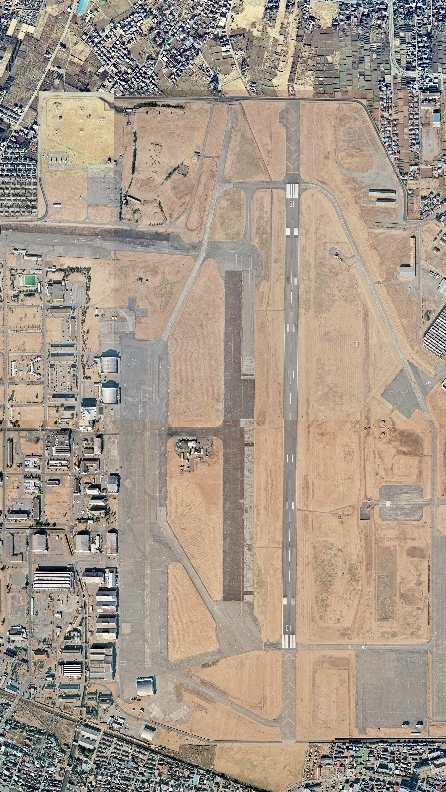
全面返還直前の立川飛行場の空中写真（1974年）

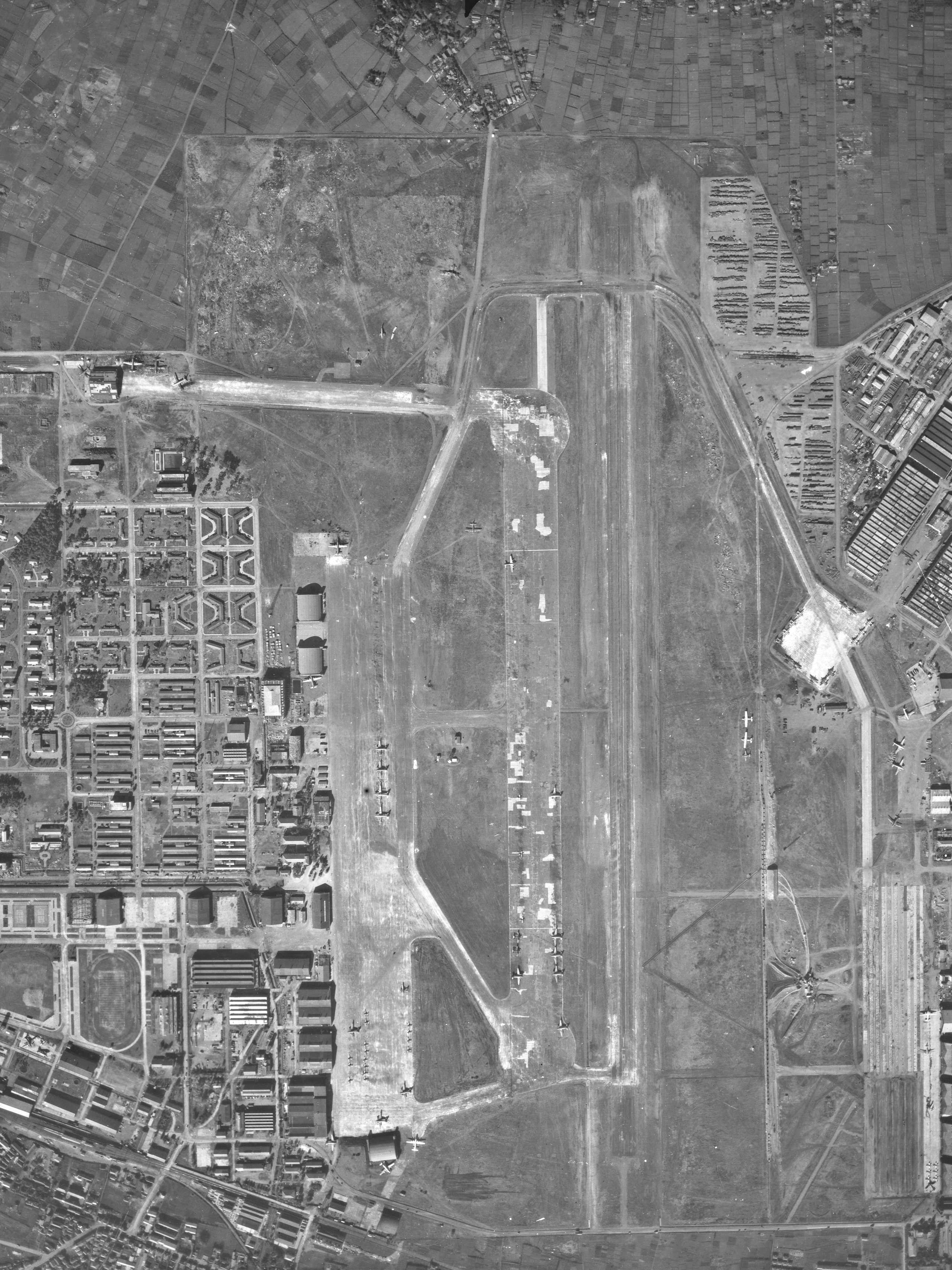
接収後の旧立川陸軍飛行場の空中写真（1947年）

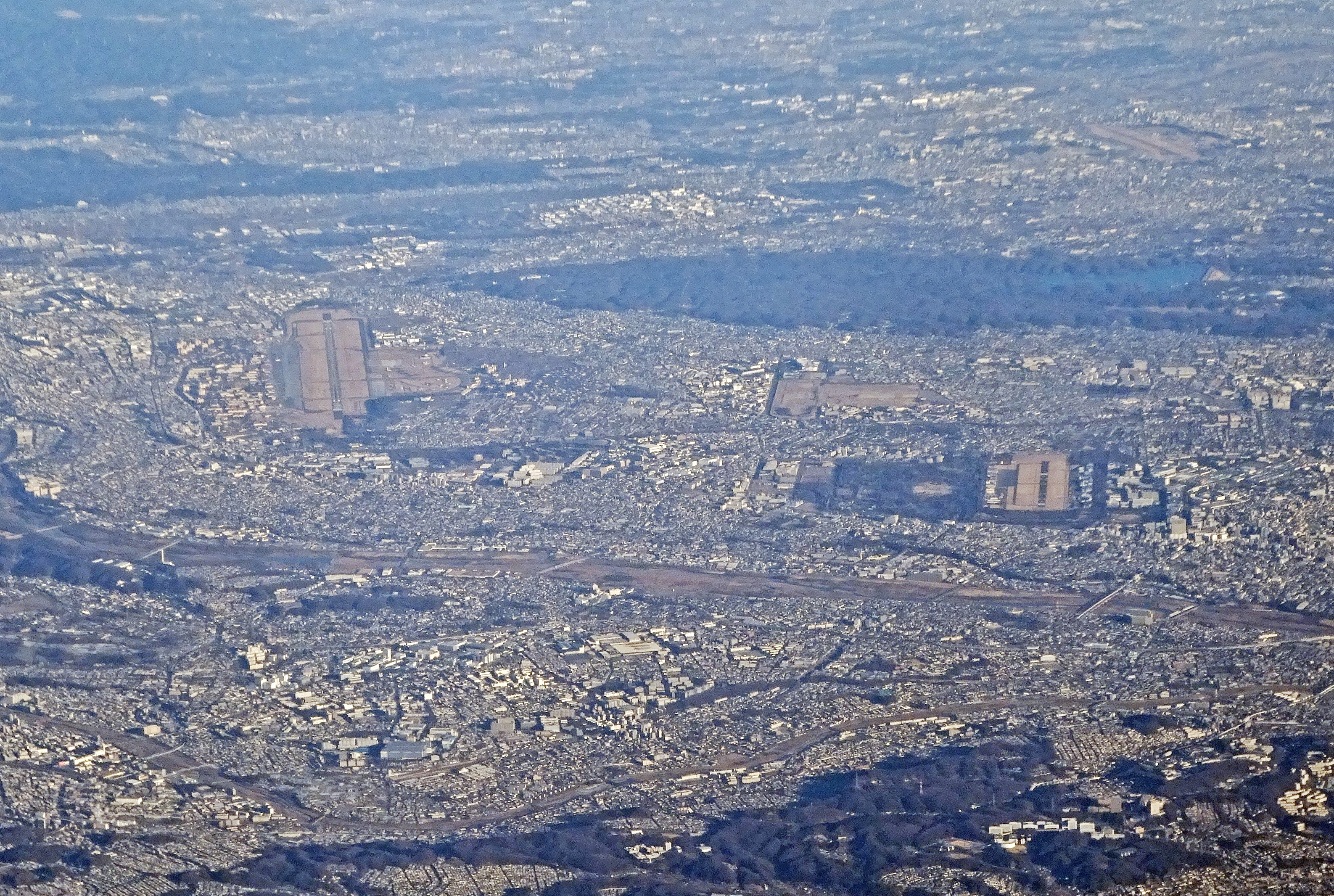
横田飛行場（左）と立川飛行場の位置関係

立川飛行場（たちかわひこうじょう）は、東京都立川市に所在する防衛省所管の軍用飛行場。旧立川陸軍飛行場は立川市と昭島市にまたがって所在していた。1945年（昭和20年）から1977年（昭和52年）までは在日米軍の空軍基地でもあった。

## 概要
現在の自衛隊立川飛行場は1982年3月から運用が開始され、主に各官公庁のヘリコプターが運用されている。陸上自衛隊立川駐屯地（駐屯地司令は東部方面航空隊長が兼任）の一部であると同時に、立川広域防災基地としての役割があることから、東京消防庁航空隊多摩航空センターや警視庁航空隊立川飛行センターが併設され共用している。
常駐機はないが、海上保安庁の海上保安試験研究センターもヘリコプターの駐機場・格納庫・給油施設を備える。訓練のため定期的に航空自衛隊のC-1輸送機や海上保安庁のヘリコプターが飛来する。滑走路の長さは900mであるが、北側の長さ300mの過走帯（離着陸時の滑走に使用できる）と合わせると1,200mである。

## 航空管制
| 種類 | 周波数（VHF）                                                         | 周波数（UHF）                 |
| TWR  | 118.85MHz 123.10MHz 123.45MHz 126.20MHz 138.05MHz 139.80MHz 141.65MHz | 236.80MHz 298.80MHz           |
| GCA  | 121.30MHz 125.30MHz 134.10MHz 138.30MHz                               | 235.00MHz 270.80MHz 335.80MHz |

- 太字は主要波を、斜体は救難用波をそれぞれ表す。
- 出域管制は横田DEP、入域管制は横田APP/RDR/ARRIVALによる管制を受ける。

## 歴史

### 立川陸軍飛行場
1922年（大正11年）、帝都防衛構想の陸軍航空部隊の中核拠点として開設された。当時の立川駅北側には広大な土地があり、燃料輸送や兵員輸送などの軍用列車を運用するにも好都合な立地だった。前年に岐阜県各務原で編成された飛行第五大隊が移駐し、同隊は1925年（大正14年）に飛行第五連隊へと昇格した。
立川陸軍飛行場は昭和時代の初めに軍民共用飛行場として民間機が利用していた時期があり、1923年（大正12年）から10年間ほどは相羽有の日本飛行学校が飛行場西側の空き地を借りて練習場としていた。東西定期航空会は1928年（昭和3年）に立川と大阪（城東練兵場）を3時間で結ぶ定期航空路を開設したが、翌1929年（昭和4年）日本航空輸送に吸収合併された。
1929年（昭和4年）4月1日に本飛行場は「東京飛行場」となり、1931年（昭和6年）8月24日に開港した羽田飛行場へ「東京飛行場」は移転した。
1933年（昭和8年）に民間機は完全に羽田飛行場に移転して立川陸軍飛行場は陸軍専用となったが、1937年（昭和12年）にフランスのパリを目指して飛び立った神風号の出発は立川からだった。
日中戦争下の1938年（昭和13年）に飛行第五連隊隷下の戦闘中隊は飛行第五戦隊に改編され、翌年には千葉県の柏飛行場へ移駐した。そのため太平洋戦争（大東亜戦争）中は実戦部隊こそ置かれていなかったが、立川陸軍飛行場は陸軍航空部隊の研究・開発・製造の一大拠点として重要な地位を占めていた。
立川陸軍飛行場の隣には陸軍航空工廠などの軍の工場や陸軍航空技術研究所（1928年移駐）などがあり、新型機の開発・実験のみならず、太平洋戦争中には後身の陸軍航空審査部が前線でアメリカ軍やイギリス軍から鹵獲したボーイング B-17やホーカー ハリケーン、ノースアメリカンP-51などの試験飛行を行っていた。また少し離れた場所には陸軍獣医資材本廠があった。
飛行場周辺には、軍用機を製造する立川飛行機や日立航空機、昭和飛行機工業など多くの民間工場とその下請け工場が建てられ、これらは戦争末期に連合軍から激しい空襲を受けた。

### アメリカ空軍立川基地
敗戦に伴い連合国軍の1国として日本の占領に当たったアメリカ軍は立川飛行場を接収し、既存の滑走路の東側に延長約2000メートル（オーバーラン含む）の新滑走路を建設した。アメリカ軍は新滑走路から東側を極東航空資材司令部（FEAMCOM - Far East Air Materiel Command、 FAC 3011、通称フィンカム基地）、西側を極東空軍輸送飛行場（FAC 3012）とした。
1953年6月18日には、立川基地グローブマスター機墜落事故が発生。休暇を終えて朝鮮半島へ帰任途中の乗員ら129人全員が死亡し、当時の航空機事故としては史上最大の事故となった。
朝鮮戦争時には主に物資や人員の輸送のために軍や民間のチャーター機が多く使用したが、朝鮮戦争停戦後かつ連合国による占領が終了した後の1954年（昭和29年）4月には第315航空師団が移駐し、これと前後して軍事航空運輸サービス（MATS - Military Air Transport Service）の旅客ターミナルが開設された。
しかし立川飛行場の滑走路は両端が囲障に近く、実効延長は1500 - 1800メートルで、ハワイのヒッカム空軍基地まで無着陸飛行をしようとするロッキード コンステレーションやダグラス DC-6などの大型プロペラ機のみならず、当時開発が進められ、1950年代後半に就航が計画されていたボーイング707やダグラス DC-8などのジェット輸送機の離着陸が困難だった。そのため1月から3月の日米合同委員会（JC）で、在日米軍は立川飛行場をはじめ、木更津、新潟、小牧、横田、伊丹の各飛行場の拡張を要求した。
1956年（昭和31年）1月にアメリカ軍は2つの基地を統合して、立川航空基地（Tachikawa Air Base、FAC 3012、日米安保条約上の施設名称は「立川飛行場」）と名づけた。1950年代から1960年代にかけて、基地の西側は兵員や軍事物資、軍関係の旅行者を乗せた飛行機で賑わい、多くのレシプロ貨物機が飛来した。軍用輸送機としてはダグラス C-124やC-46、C-47、C-54、ロッキードC-130などが飛来し、ダグラス DC-6Bやロッキード コンステレーションなどの民間チャーター機も飛来した。最盛期には平均約2300回/月の発着と約2万人/月の空輸が行われた。
一方、東側の極東航空資材司令部は組織改編に伴い、極東航空兵站軍（FEALOGFOR - Far East Air Logistics Force）、航空資材軍太平洋地区（AMFPA - Air Materiel Force, Pacific Area）などに名称を変更しながら後方支援施設として機能した。
ジェット大型機への対応には北側への滑走路拡張が必要となったが、この計画に対して地元地権者や学生運動の活動家などが猛反対した。1957年（昭和32年）の強制測量をきっかけに砂川事件が起き、1959年（昭和34年）には最高裁判所が在日米軍の合憲性を判断する事態にまで発展した。
1960年（昭和35年）にベトナム戦争が始まったが、砂川事件の裁判が続き拡張計画の実施は停滞した。アメリカ軍は横田飛行場（旧大日本帝国陸軍立川飛行場付属多摩飛行場）の滑走路を1300メートルから3350メートルに延伸して兵員施設を整備し、1960年（昭和35年）から順次、立川の軍事航空運輸サービスを横田飛行場へ移転した。
1969年（昭和44年）、ベトナム戦争からの撤退を公約に掲げたリチャード・ニクソンがアメリカ大統領に就任した。この頃、立川では最終的に拡張予定地の90%にあたる約25.5万m2の土地買収が完了していたが、最初の拡張要求から14年が経過し、日本の防衛力整備が進んだことなどを主な理由として、アメリカ軍は1968年（昭和43年）12月20日に滑走路延長計画の中止を発表した。さらに同年3月には第315航空師団の解散と第22軍事空輸中隊の活動停止が発表され、同年10月には立川飛行場における飛行活動の全面停止が決定した。同年12月8日をもって、アメリカ軍による全ての飛行活動は停止された。
立川基地の飛行停止と米軍王子病院の閉鎖に伴い、約500人の労務者が整理された。美濃部亮吉都知事は民間企業に雇用の働きかけを行うとともに東京都で自体でも200人程度を雇用することを表明した。
- 神風号
- 日本軍に鹵獲され日の丸の国籍標識を描きテスト飛行中のB-17
- 立川基地をタクシングするアメリカ軍のC-121

#### 米空軍の主な配置部隊
| 部隊編制                       | 名称                                                                                   | 期間 | 主な運用機                                   | 出典                        |
| ------------------------------ | -------------------------------------------------------------------------------------- | --- | -------------------------------------------- | --------------------------- |
| 航空軍 ・ 支援軍団 ・ 航空師団 | 日本航空資材地区（JAMA） Japan Air Materiel Area                                       | 1946.－1949. 6/30                                                                                        | ―                                            | [ 9 ]                       |
| 航空軍 ・ 支援軍団 ・ 航空師団 | 極東航空資材司令部（FEAMCOM） Far East Air Materiel Command                            | 1949. 7/1－1952. 7/1                                                                                     | ―                                            | [ 10 ]                      |
| 航空軍 ・ 支援軍団 ・ 航空師団 | 極東航空兵站軍（FEALOGFOR） Far East Air Logistics Force                               | 1952. 7/1－1955. 10/1                                                                                    | ―                                            | [ 10 ]                      |
| 航空軍 ・ 支援軍団 ・ 航空師団 | 太平洋地区航空資材軍（AMFPA） Air Materiel Force, Pacific Area                         | 1955. 10/1－1957. 6/1 1960. 4/1－1962. 7/1                                                               | ―                                            | [ 10 ]                      |
| 航空軍 ・ 支援軍団 ・ 航空師団 | 北部太平洋航空資材地区（NAMAP） Northern Air Materiel Area, Pacific                    | 1957. 6/1－1960. 4/1                                                                                     | ―                                            | [ 11 ]                      |
| 航空軍 ・ 支援軍団 ・ 航空師団 | 第315航空師団（戦闘貨物） 315th Air Division, Combat Cargo                             | 1954. 4/24－1967. 8/1                                                                                    | C-46, C-47, C-54, C-118, C-119, C-124, C-130 | [ 12 ]                      |
| 航空軍 ・ 支援軍団 ・ 航空師団 | 第315航空師団 315th Air Division                                                       | 1967. 8/1－1969. 4/15                                                                                    | C-118, C-124, C-130                          | [ 12 ]                      |
| 航空団                         | 第1医務航空団 1st Medical Service Wing                                                 | 1959. 2/16－1962. 6/30                                                                                   | ―                                            | [ 13 ] [ 14 ]               |
| 航空団                         | 第54輸送航空団 54th Troop Carrier Wing                                                 | 1945. 9/25－1946. 1/25                                                                                   | C-46, C-47                                   | [ 15 ]                      |
| 航空団                         | 第317輸送航空団 317th Troop Carrier Wing                                               | 1948. 8/18－12/2                                                                                         | C-46, C-54                                   | [ 16 ]                      |
| 航空団                         | 第374輸送航空団 374th Troop Carrier Wing                                               | 1949. 3/5－1957. 7/1                                                                                     | C-46, C-47, C-54, C-119, C-124               | [ 17 ]                      |
| 航空団                         | 第1503運輸航空団 1503d Air Transport Wing                                              | 1957. 7/15－1964. 6/22                                                                                   | C-46, C-47, C-54, C-97, C-124                | [ 18 ] [ 19 ]               |
| 航空団                         | 第2710基地航空団 2710th Air Base Wing                                                  | 1956.1/1－1961. 1/1                                                                                      | ―                                            | [ 17 ] [ 20 ]               |
| 航空団                         | 第6100基地航空団 6100th Air Base Wing                                                  | 1961. 1/1－1961. 7/1                                                                                     | ―                                            | [ 21 ]                      |
| 航空団                         | 第6100支援航空団（関東基地司令部） 6100th Support Wing, Kanto Base Command             | 1961. 7/1－1970. 7/31                                                                                    | C-54                                         | [ 22 ] [ 23 ] [ 24 ]        |
| 航空団                         | 第6400補給航空団 6400th Air Depot Wing                                                 | 1952. 1/1－1955. 10/1                                                                                    | ―                                            | [ 25 ]                      |
| 航空群                         | 臨時第1輸送群 1st Troop Carrier Group, Provisional                                     | 1950. 8/26 - 1951. 1/25                                                                                  | C-46, C-47                                   | [ 26 ]                      |
| 航空群                         | 第2空港群 2d Aerial Port Group                                                         | 1966. 3/8－11/8                                                                                          | ―                                            | [ 27 ] [ 28 ]               |
| 航空群                         | 第9航空医療搬送群 9th Aeromedical Evacuation Group                                     | 1966. 7/8－1969. 3/15                                                                                    | ―                                            | [ 29 ] [ 30 ] [ 31 ]        |
| 航空群                         | 第61輸送群 61st Troop Carrier Group                                                    | 1952. 3/26－11/18                                                                                        | C-54, C-124                                  | [ 32 ]                      |
| 航空群                         | 第65軍事空輸群 65th Military Airlift Group                                             | 1966. 1/8－1967. 8/14                                                                                    | C-124                                        | [ 33 ] [ 34 ]               |
| 航空群                         | 第71偵察群 71st Reconnaissance Group                                                   | 1945. 10/23－1946. 1/15                                                                                  | P-38, P-51                                   | [ 35 ]                      |
| 航空群                         | 第317輸送群 317th Troop Carrier Group                                                  | 1946. 1/15－1948. 9/21                                                                                   | C-46, C-47, C-54                             | [ 36 ]                      |
| 航空群                         | 第374輸送群 374th Troop Carrier Group                                                  | 1949. 3/5－1950. 9/5 1950.12.17 -1958.11.18                                                              | C-46, C-54, C-119, C-124                     | [ 37 ]                      |
| 航空群                         | 第375輸送群 375th Troop Carrier Group                                                  | 1945. 9/20－1946. 3/25                                                                                   | C-46, C-47                                   | [ 38 ]                      |
| 航空群                         | 第433輸送群 433d Troop Carrier Group                                                   | 1945. 9/11－1946. 1/15                                                                                   | C-46, C-47                                   | [ 39 ]                      |
| 航空群                         | 第1503航空運輸群 1503d Air Transport Group                                             | 1964. 6/22－1966. 1/8                                                                                    | C-124                                        | [ 40 ]                      |
| 飛行中隊 ・ 中隊               | 第4輸送飛行中隊 4th Troop Carrier Squadron                                             | 1951. 7/25－11/16                                                                                        | C-54, C-124                                  | [ 41 ]                      |
| 飛行中隊 ・ 中隊               | 第6輸送飛行中隊 6th Troop Carrier Squadron                                             | 1947. 4/13－12/1 1949.3.5 - 1964.6.22                                                                    | C-46, C-54, C-124                            | [ 42 ]                      |
| 飛行中隊 ・ 中隊               | 第7空港中隊 7th Aerial Port Squadron                                                   | 1956. 7－1966. 3/8                                                                                       | ―                                            | [ 43 ] [ 44 ]               |
| 飛行中隊 ・ 中隊               | 第9航空医療搬送中隊 9th Aeromedical Evacuation Squadron                                | 1957.－1966. 7/8                                                                                         | C-118, C-130                                 | [ 29 ] [ 45 ]               |
| 飛行中隊 ・ 中隊               | 第14輸送飛行中隊 14th Troop Carrier Squadron                                           | 1951. 11/16－1952. 12/1                                                                                  | C-54, C-124                                  | [ 46 ]                      |
| 飛行中隊 ・ 中隊               | 第15輸送飛行中隊 15th Troop Carrier Squadron                                           | 1952. 3/26 －11/18                                                                                       | C-54, C-124                                  | [ 47 ]                      |
| 飛行中隊 ・ 中隊               | 第21輸送飛行中隊 21st Troop Carrier Squadron                                           | 1950. 6/29－7/21 1951. 1/25－7/26 1951. 10/18－1952. 3/28 1952. 4/1－1955. 11/4 1955. 11/20－1958. 11/15 | C-46, C-47, C-54, C-119, C-130               | [ 48 ]                      |
| 飛行中隊 ・ 中隊               | 第22輸送飛行中隊 22d Troop Carrier Squadron                                            | 1948. 11/16－1966. 1/8                                                                                   | C-46, C-47, C-54, C-124                      | [ 49 ]                      |
| 飛行中隊 ・ 中隊               | 第22軍事空輸飛行中隊 22d Military Airlift Squadron                                     | 1966. 1/8－1969. 6/8                                                                                     | C-124                                        | [ 49 ]                      |
| 飛行中隊 ・ 中隊               | 第36航空救助中隊 36th Air Rescue Squadron                                              | 1960. 6/25－9/18 1961. 6/18－1965. 7/1                                                                   | SC-54 (HC-54), SH-19 (HH-19), HH-43          | [ 50 ]                      |
| 飛行中隊 ・ 中隊               | 第36航空回収飛行中隊 36th Air Recovery Squadron                                        | 1965. 7/1－1966. 1/8                                                                                     | HC-130, HH-43                                | [ 50 ]                      |
| 飛行中隊 ・ 中隊               | 第36航空宇宙救助回収飛行中隊 36th Aerospace Rescue and Recovery Squadron               | 1966. 1/8－1969. 12/1                                                                                    | HC-130                                       | [ 50 ]                      |
| 飛行中隊 ・ 中隊               | 第39輸送飛行中隊 9th Troop Carrier Squadron                                            | 1946. 1/15－7/17 1946. 10/16－1948. 9/21                                                                 | C-46, C-47 C-54                              | [ 51 ]                      |
| 飛行中隊 ・ 中隊               | 第40輸送飛行中隊 40th Troop Carrier Squadron                                           | 1946. 1/19－10/17 1948. 8/1－11/16                                                                       | C-46, C-47 C-54                              | [ 52 ]                      |
| 飛行中隊 ・ 中隊               | 第41輸送飛行中隊 41st Troop Carrier Squadron                                           | 1946. 1/19－1947.4.30 1947. 9.－1948. 9/22                                                               | C-46, C-47 C-54                              | [ 53 ]                      |
| 飛行中隊 ・ 中隊               | 第46輸送飛行中隊 46th Troop Carrier Squadron                                           | 1946.1.19 - 7.10 1948. 10/1－1949. 4/1                                                                   | C-46, C-47                                   | [ 54 ]                      |
| 飛行中隊 ・ 中隊               | 臨時第46輸送飛行中隊 46th Troop Carrier Squadron (Provisional)                         | 1950. 8/26－10/6                                                                                         | C-46, C-47                                   | [ 26 ]                      |
| 飛行中隊 ・ 中隊               | 臨時第47輸送飛行中隊 47th Troop Carrier Squadron (Provisional)                         | 1950. 8/26－1951. 1/25                                                                                   | C-46, C-47                                   | [ 26 ]                      |
| 飛行中隊 ・ 中隊               | 臨時第48輸送飛行中隊 48th Troop Carrier Squadron (Provisional)                         | 1950. 8/26－1951. 1/10                                                                                   | C-46, C-47                                   | [ 26 ]                      |
| 飛行中隊 ・ 中隊               | 第55輸送飛行中隊 55th Troop Carrier Squadron                                           | 1945. 9/20－1946. 3/25                                                                                   | C-46, C-47                                   | [ 55 ]                      |
| 飛行中隊 ・ 中隊               | 第56輸送飛行中隊 56th Troop Carrier Squadron                                           | 1945. 9/20－1946. 3/25                                                                                   | C-46, C-47                                   | [ 56 ]                      |
| 飛行中隊 ・ 中隊               | 第57輸送飛行中隊 57th Troop Carrier Squadron                                           | 1945. 9/20－1946. 3/25                                                                                   | C-46, C-47                                   | [ 57 ]                      |
| 飛行中隊 ・ 中隊               | 第58輸送飛行中隊 58th Troop Carrier Squadron                                           | 1945. 9/20－1946. 3/25                                                                                   | C-46, C-47                                   | [ 58 ]                      |
| 飛行中隊 ・ 中隊               | 第67輸送飛行中隊 67th Troop Carrier Squadron                                           | 1945. 9/25－1946. 1/15                                                                                   | C-46, C-47                                   | [ 59 ]                      |
| 飛行中隊 ・ 中隊               | 第68輸送飛行中隊 68th Troop Carrier Squadron                                           | 1945. 9/25－1946. 1/15                                                                                   | C-46, C-47                                   | [ 60 ]                      |
| 飛行中隊 ・ 中隊               | 第69輸送飛行中隊 69th Troop Carrier Squadron                                           | 1945. 9/25－1946. 1/15                                                                                   | C-46, C-47                                   | [ 61 ]                      |
| 飛行中隊 ・ 中隊               | 第70輸送飛行中隊 70th Troop Carrier Squadron                                           | 1945. 9/25－1946. 1/15                                                                                   | C-46, C-47                                   | [ 62 ]                      |
| 飛行中隊 ・ 中隊               | 第86輸送飛行中隊 86th Troop Carrier Squadron                                           | 1951. 1/26－1952. 3.                                                                                     | C-46                                         | [ 63 ]                      |
| 飛行中隊 ・ 中隊               | 第431戦闘飛行中隊 431st Fighter Squadron                                               | 1947. 2/20－11/15                                                                                        | P-51                                         | [ 64 ]                      |
| 飛行中隊 ・ 中隊               | 第609軍事空輸支援中隊 609th Military Airlift Support Squadron                          | 1966. 1/8－1969. 12/15                                                                                   | ―                                            | [ 65 ]                      |
| 飛行中隊 ・ 中隊               | 第776輸送飛行中隊 776th Troop Carrier Squadron                                         | 1965. 12/26－1966. 4/1                                                                                   | C-130                                        | [ 66 ]                      |
| 飛行中隊 ・ 中隊               | 第801医療航空搬送中隊 801st Medical Air Evacuation Squadron                            | 1948.－1950. 3/1 1950. 9/14－12/1 1951. 2/6－1953. 6/18                                                  | C-46, C-47, C-54, C-124                      | [ 67 ] [ 68 ] [ 69 ]        |
| 飛行中隊 ・ 中隊               | 第815輸送飛行中隊 815th Troop Carrier Squadron                                         | 1960. 6/25－1967. 8/1                                                                                    | C-130                                        | [ 70 ]                      |
| 飛行中隊 ・ 中隊               | 第815戦術空輸飛行中隊 815th Tactical Airlift Squadron                                  | 1967. 8/1－1969. 12/15                                                                                   | C-130                                        | [ 70 ]                      |
| 飛行中隊 ・ 中隊               | 第816輸送飛行中隊 816th Troop Carrier Squadron                                         | 1956. 9/17－9/18                                                                                         | C-119                                        | [ 71 ]                      |
| 飛行中隊 ・ 中隊               | 第901航空医療搬送中隊 901st Aeromedical Evacuation Squadron                            | 1966. 7/8－1969. 12/31                                                                                   | C-47, C-118 C-130, H-19                      | [ 72 ] [ 73 ]               |
| 飛行中隊 ・ 中隊               | 第1837電子設備中隊 1837th Electronics Installation Squadron                            | 1970. 5/1－1971.                                                                                         | ―                                            | [ 74 ]                      |
| 飛行中隊 ・ 中隊               | 第2875地上電子技術設備局中隊 2875th GEEIA Squadron                                     | 1959. 1/1－1970. 5/1                                                                                     | ―                                            | [ 74 ] [ 75 ]               |
| 飛行中隊 ・ 中隊               | 第6100運用飛行中隊 6100th Operations Squadron                                          | 1961. 1/1－1968. 3                                                                                       | C-54                                         | [ 76 ]                      |
| 飛行中隊 ・ 中隊               | 第6485運用飛行中隊 6485th Operations Squadron                                          | 1956. 9/17－1968. 9/1                                                                                    | C-54, C-118                                  | [ 12 ] [ 77 ] [ 78 ] [ 79 ] |
| 飛行小隊 ・ 分遣隊             | 第6100基地飛行小隊 6100th Base Flight                                                  | 1968. 3－1969. 12                                                                                        | C-54                                         | [ 76 ]                      |
| 飛行小隊 ・ 分遣隊             | 第7航空運輸飛行隊A分遣隊（海軍） Naval Air Transport Squadron Seven Alpha (NATS VR-7A) | 1959. 8－1966. 7                                                                                         | R6D, R7V                                     | [ 80 ]                      |
| 飛行小隊 ・ 分遣隊             | 第7空港中隊第11分遣隊 Det. 11, 7th Aerial Port Squadron                                | 1966. 3/8－1969. 12                                                                                      | ―                                            | [ 27 ]                      |
| 飛行小隊 ・ 分遣隊             | タイ王国空軍分遣隊（国連軍） Det., Royal Thailand Air Force (UNC)                      | 1953.－1973.                                                                                             | C-47, C-123                                  | [ 17 ] [ 81 ] [ 82 ]        |

### 基地返還と再開発
在日米軍は飛行活動停止後も、倉庫や宿舎・病院などの後方支援施設として滑走路部分を除いた区域を使用していたが、管理部隊だった第6100支援航空団が1970年（昭和45年）7月に解散した。翌1971年（昭和46年）11月からは横田飛行場で新編された第475基地航空団（475th Air Base Wing）の管理下に入り、ランドリー（洗濯工場）の閉鎖など施設の縮小が続いた。同年には陸上自衛隊とアメリカ空軍の間で立川飛行場の滑走路使用に関する協定が締結され、翌1972年（昭和47年）に陸上自衛隊の先遣隊が移駐を開始した。
自衛隊による基地継続使用を見据えた移駐は、地元の立川市の反発を招き、1973年（昭和48年）には立川市長による自衛隊員住民登録拒否事件に発展した。同年2月12日、防衛庁と市議会議員の有志による懇談会が開催、防衛庁側から「災害援助のためには、自衛隊の駐屯が必要」、「災害救助の必要性がある限り、基地の一部を使用していきたい」との説明が改めて示された。反発する声は残ったものの、同年3月には立川駐屯地が発足した。
1973年（昭和48年）1月の第14回日米安全保障協議委員会（SCC）で合意された「関東平野合衆国空軍施設整理統合計画」において、立川飛行場のアメリカ軍からの全面返還が発表された。地域販売所、陸軍死体処理場（1964年に横浜市港北区の岸根兵舎地区から移転）、空軍病院など主要施設の横田飛行場への移転とともに段階的に返還が実施され、1977年（昭和52年）11月30日に全ての敷地が全面返還された。
返還後の跡地は、東地区の旧極東航空資材司令部付近は土地所有者である立飛企業株式会社と新立川航空機株式会社（現：立飛ホールディングス）に返還され、商業施設のほか都立砂川高校、市立中学校、市立体育館などの公共施設用地として利用されており、旧空軍病院付近はタチヒゴルフ練習場を経て2015年からはららぽーと立川立飛となっている。
その他の跡地は東部・中央部・西部の3地区に分割され、東側は陸上自衛隊立川駐屯地のほか、海上保安庁・警視庁・東京消防庁など各官公庁の施設が設けられ、立川広域防災基地となった。1994年には、一部がファーレ立川として再開発された。また中央部は、昭和天皇在位50年を記念して国営昭和記念公園が造営された。
1998年（平成10年）11月27日には多摩都市モノレール立飛駅が開業したが、駅名は周辺に所在するタチヒグループに由来するものであり、現在の立川飛行場である陸上自衛隊立川駐屯地とは距離がある。現在の立川飛行場滑走路は旧米軍立川基地滑走路の西約200mに新設されたもので、旧滑走路上には立川広域防災基地を構成する各官公庁の施設やヘリポートが整備された。北側の旧滑走路末端標識については現在でも航空写真で確認できる。南側の旧滑走路末端は国営昭和記念公園の立川口駐車場入口から西に100mほど進んだ辺りに存在した。
なお、2000年以降は国営昭和記念公園に場所を移して行われていた箱根駅伝予選会のコースが、2005年に飛行場の東側をスタート地点として北上してから公園に入る経路に、2006年からは飛行場滑走路をスタート地点として一部が市街地を経由してから公園に入る経路に変更された。予選会参加校の増加に伴い、スタート地点を公園内にするには限界があり、選手の安全面にも配慮してのことである。
その後も再開発されずに残っていた西部地区は、米軍から返還された後も30年以上放置されていたため、自然な森と化し、稀少動植物の存在が確認されている。また、松任谷由実の「LAUNDRY-GATEの想い出」で歌われた陸軍航空工廠の煙突も戦後の佇まいを残していた。
2007年9月に東京都と神奈川県にある数箇所の刑務所関連施設を統合した「国際法務総合センター」（仮称）の建設案が法務省から昭島市へ要請され、北川穰一昭島市長は要請を受理する意向を示した。法務省からのこの要請に一部の市民が刑務所施設建築反対運動を行い、27,000人を超える署名を集めて昭島市へ陳情したが、市議会で不採択となった。その後、2008年6月に東京都が利用計画を財務省に提出した。
2013年9月から「柴崎分水路移設その他工事」や「国際法務総合センター建設工事」などの立川基地跡地再開発事業により、残置構造物の撤去や樹木伐採が始まり30年以上続いた処分留保状態は終わった。
2022年12月1日 - 新立川NDB廃止

解体された三本煙突
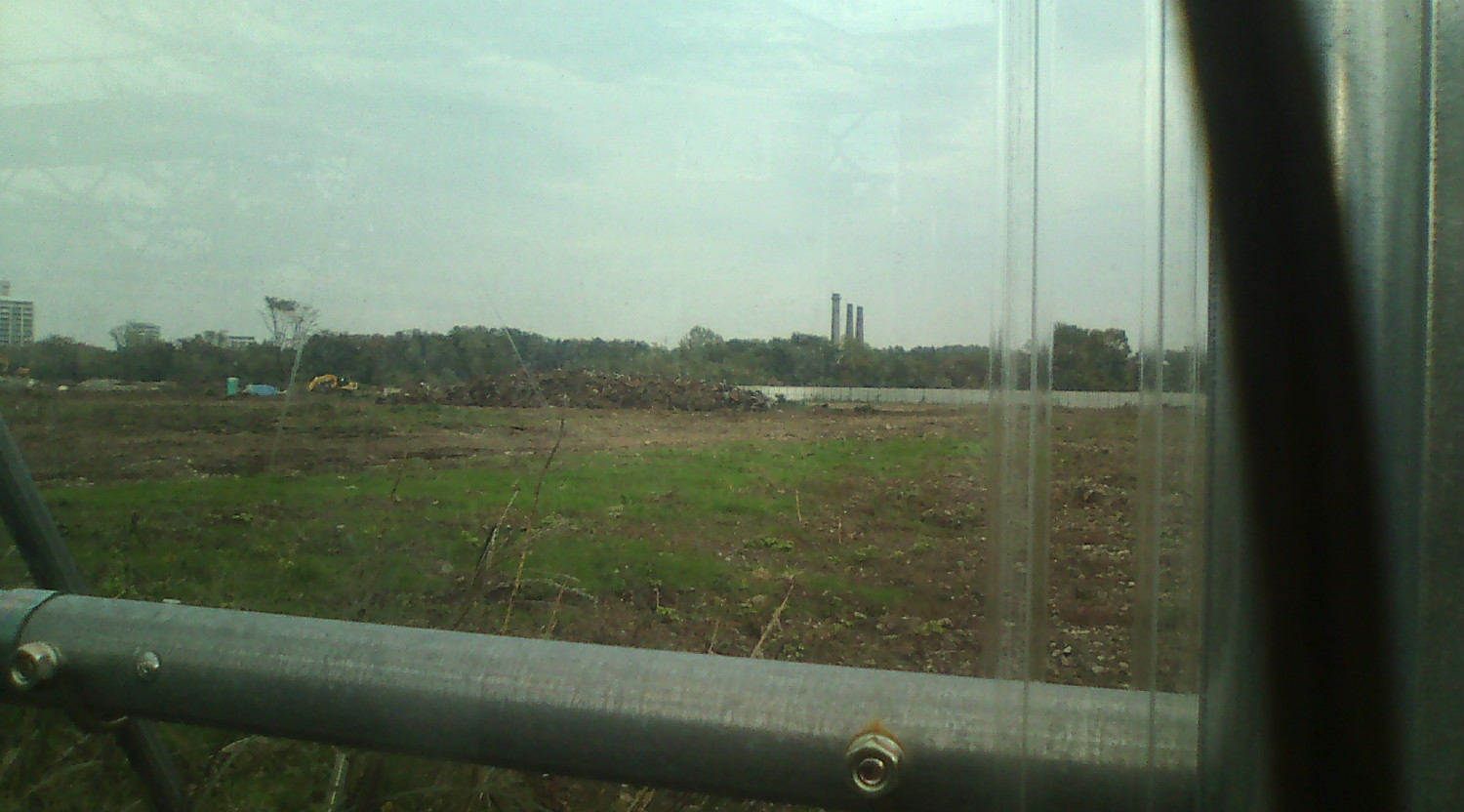
国際法務総合センター建設地
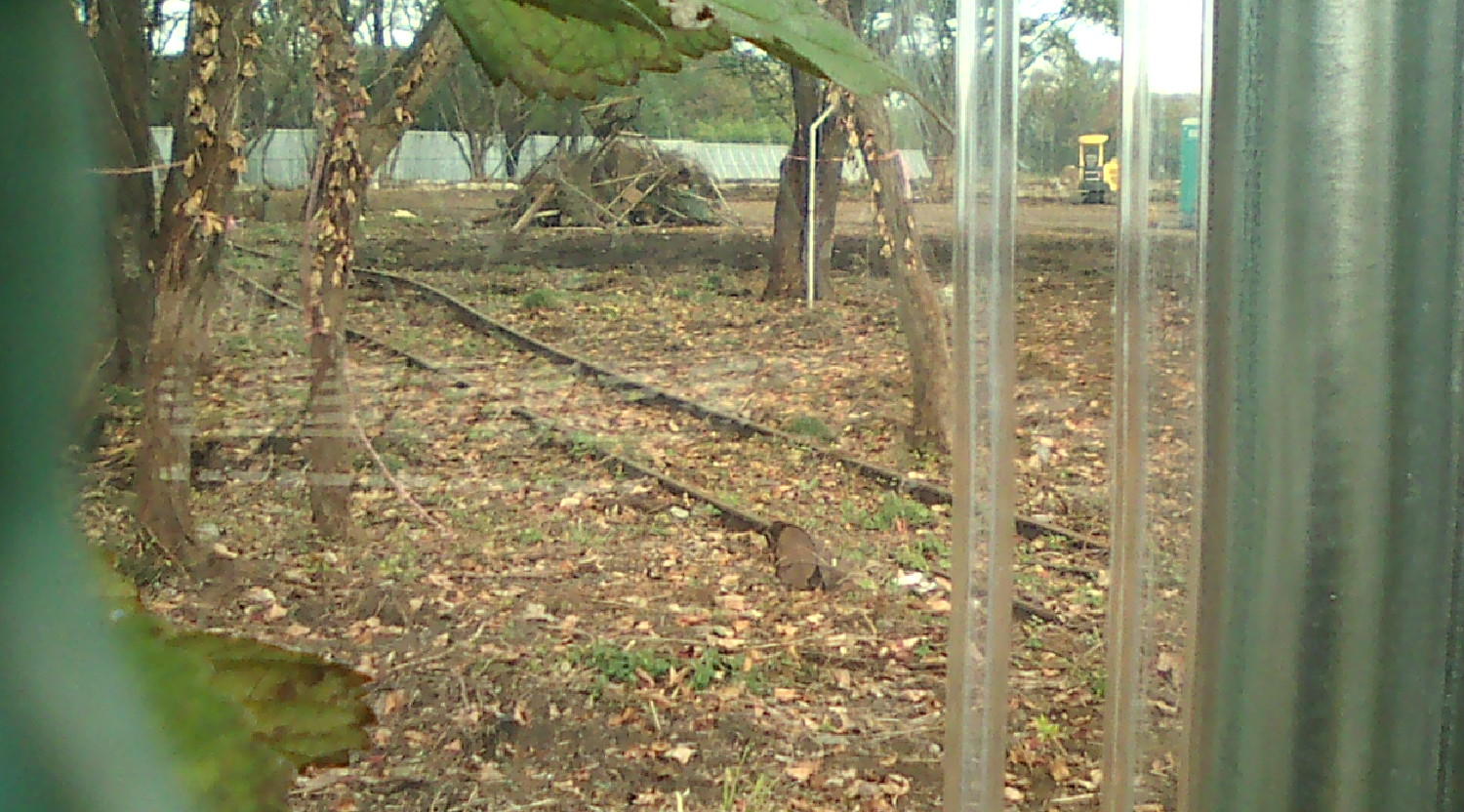
西地区に残っていた引込線跡
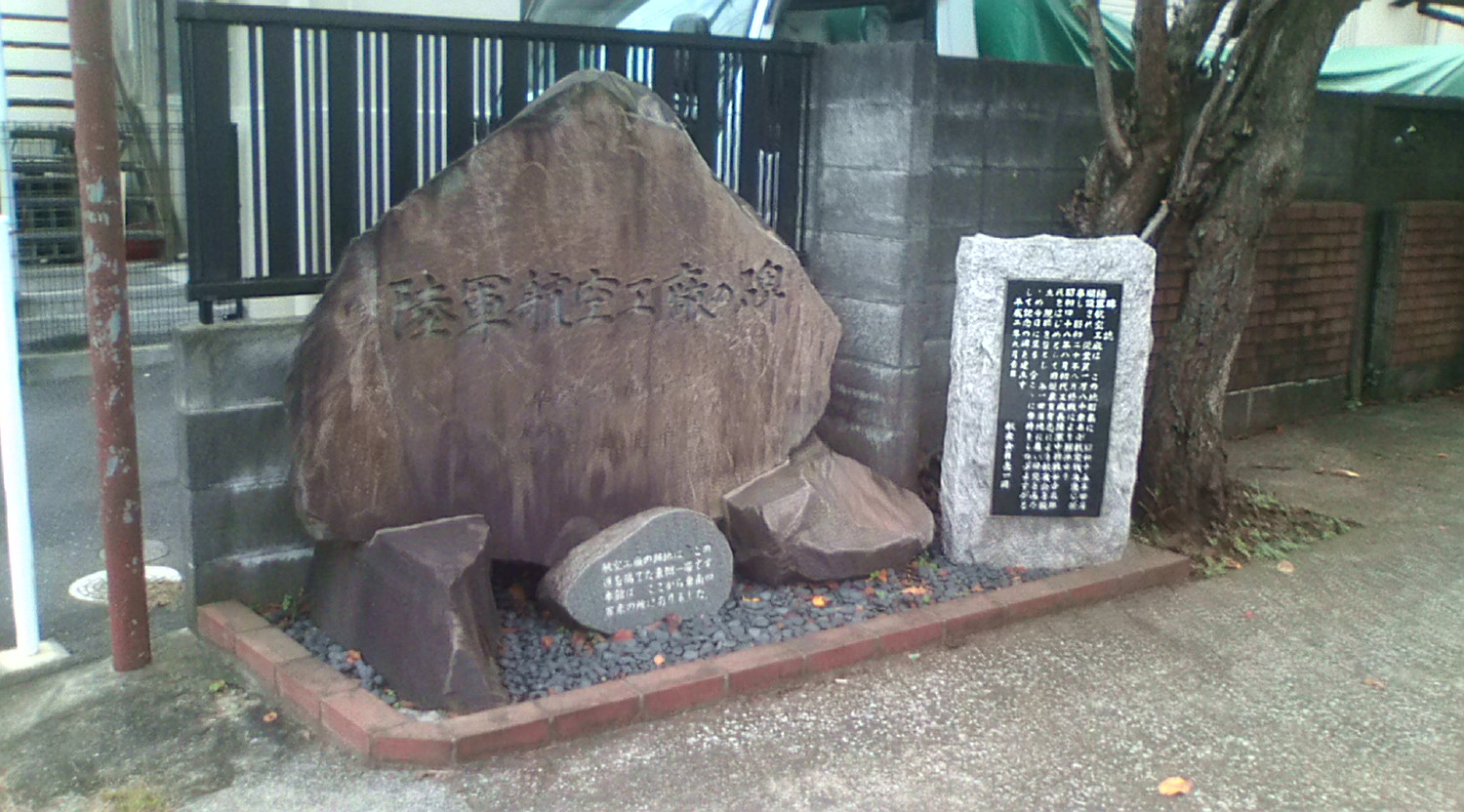
陸軍航空工廠の碑